# Полихроније Вавилонски
Свештеномученик Полихроније је био епископ вавилонски, пострадао заједно са свештеницима Парменијем, Елимом, Хрисотелом, ђаконима Луком и Муком, светим мученицима Абдонијем и Сенијем, Алимпијем и Максимом у 3. веку, за време прогона хришћана од стране цара Деција (г. 249-251). 
Цар Деције, је након победе над Персијанцима и заузео њихову земљу, и започео прогон хришћана. Међу првима су епископ вавилонски, свети Полихроније, његови презвитери Парменије, Елим, Хрисотел и два ђакона, Лука и Муко, ухваћени и доведени цару. Цар им је наредио да принесу жртву идолима. Полихроније је смело одговорио Декију: „Ми се приносимо на жртву Господу нашем Исусу Христу, али се нећемо никада поклонити вашим безначајним идолима начињеним људским рукама". Због ових речи цар Деције их је све сместио у тамницу. Приликом другог испитивања свети Полихроније је ћутке стајао. Тада је Деције наредио да се светом Парменију одсече језик. Упркос томе, Парменије је, обраћајући се светом Полихронију, јасно рекао: „Моли се за мене, оче, видим на теби Духа Светога". По наређењу царевом тукли су светог епископа Полихронија каменом по устима, и он је при томе издахнуо. Његово тело је остављено да лежи испред Сатурновог храма. Ноћу су дошла два персијска кнеза Абдон и Сенис, тајни хришћани, и сахранили тело свете мученице крај градског зида.
Убрзо је Деције отишао у град Кордулу и наредио тројици презвитера и двојици ђакона да га следе. У Кордули је поново приморао мученике да принесу жртву идолима, али је свети Парменије, иако му је био одсечен језик, гласно и одлучно одговорио одбијањем за све.
Деције, верујући да свети Парменије силом магије говори без језика, наредио је да појачају мучење и да се мученицима одсеку главе. Персијски принчеви Авдон и Сенис су ноћу украли тела мученика и сахранили их у свом селу, близу Кордуле. Ово је саопштено Децију. Принчеви су ухваћени и приведени цару. Он, видећи њихову чврстину и храбро исповедање Христа, нареди да се свете кнезови затворе. Светитељи су се радовали и хвалили Бога за такву судбину.
Истог дана Декију су као хришћани доведена друга два Персијанца, Олимпије и Максим. За своје смело исповедање вере у Христа, свети мученици су после свирепог мучења мачем посечени. Пет дана њихова тела су лежала непокопана, али шестог дана хришћани су тајно ноћу са части сахранили њихове остатке.